# Periodo Tudor

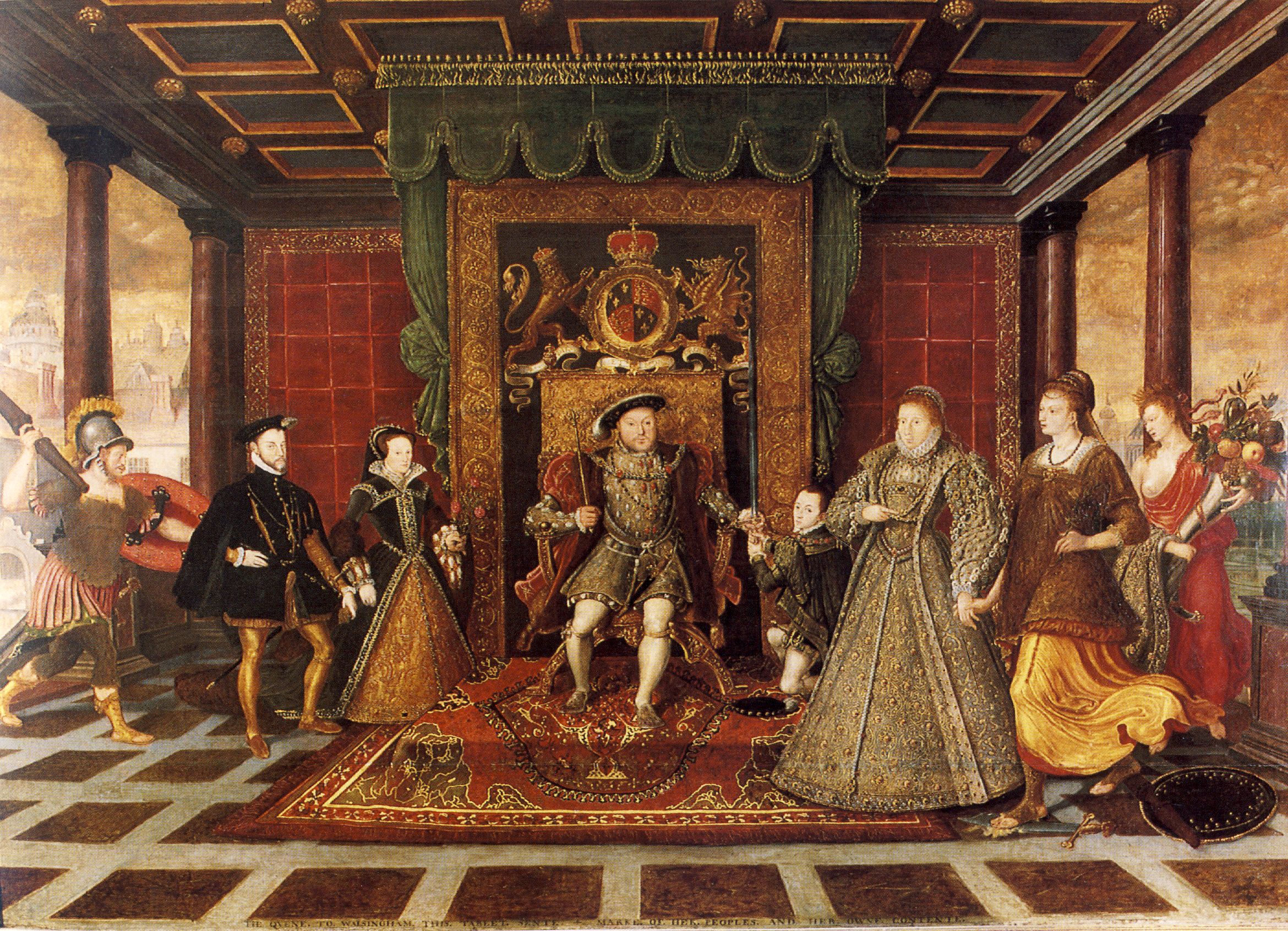
Allegoria della dinastia Tudor (particolare), attribuito a Lucas de Heere 1572: da sinistra a destra, Filippo II di Spagna, Maria I d'Inghilterra, Enrico VIII, Edoardo VI ed Elisabetta I

Il periodo dei Tudor si riferisce normalmente allo spazio temporale intercorrente fra il 1485 ed il 1603, nel corso della storia dell'Inghilterra. Questo periodo coincide con il regno della dinastia Tudor il cui primo monarca fu Enrico VII (1457 - 1509). Normalmente si tende ad inserire anche il regno di Elisabetta I (1558 - 1603), anche se questo è spesso trattato separatamente come età elisabettiana.

## Rivoluzione economica e sociale

Armoriale della Casa Tudor

A seguito della peste e della depressione del tardo XIV secolo, la popolazione ebbe un incremento e l'esportazione di manufatti in lana diminuì. Il re Enrico VII negoziò allora il favorevole trattato Intercursus Magnus nel 1496.
Ai salari alti e all'abbondanza di terra disponibile visti nel tardo XIV secolo ed agli inizi del XV, si sostituì presto la nuova realtà di salari bassi e di una scarsa disponibilità di terra. Diverse pressioni inflazionistiche, forse a causa dell'afflusso di oro dal nuovo mondo, e la crescita della popolazione, determinò il divaricarsi la situazione fra i diversi strati sociali. Il ricco divenne sempre più ricco ed i poveri sempre più derelitti. Questo fu un periodo di significativi cambiamenti per la maggior parte della popolazione rurale, con i signori che diedero inizio al processo di enclosures.

## Eventi significati dell'epoca

### Battaglia di Stoke (1487)
Nel 1487 i nemici di Enrico VII della Casa di York avevano incoronato un pretendente ed approntarono un piccolo esercito lungo la costa della Cumbria con l'intenzione di usurpare la corona. Enrico VII li sconfisse a East Stoke. Questa fu l'ultima battaglia della guerra delle due rose.

### Riforma anglicana
Questa fu la più significativa serie di eventi che avvenne nel periodo Tudor. Cominciò con il rifiuto, da parte di papa Clemente VII di accordare il divorzio a Enrico VIII. Finì con la nascita della chiesa anglicana separatasi dalla chiesa cattolica, evento che contribuì allo scoppio della guerra civile inglese.

### Ribellione di Norfolk (1549)
A cominciare dal 1549, fu la più grande insurrezione popolare del periodo Tudor. All'inizio fu una protesta conto l'enclosures delle terre demaniali. L'istigatore, Robert Kett, venne impiccato per tradimento.

### Povertà
Circa un terzo della popolazione viveva in povertà e attendeva l'elemosina del ricco per far fronte alle necessità di chi non era in grado di lavorare. La legge di Tudor era aspra nei confronti dei fannulloni ovvero di coloro che non erano capaci di trovarsi un lavoro. Quelli che andarono via dalle loro parrocchie per cercare lavoro vennero chiamati vagabondi ed erano suscettibili di essere sottoposti a punizioni corporali e ad essere frustati.
L'idea delle workhouse per coloro che non erano capaci di trovare un lavoro, venne proposta per la prima volta nel 1576.

### Salute
L'aspettativa media di vita era di circa 35 anni. Vi fu un alto grado di mortalità infantile, e soltanto tra il 33 ed 55 per cento dei nati vivi raggiungeva l'età di 16 anni.
Anche se sopravviveva solamente una piccola parte della popolazione, le municipalità erano sovraffollate ed antigieniche. La maggior parte delle strade non erano lastricate anche se vi erano differenze fra città grandi e piccole.
Non vi erano fognature o canali di scolo e gli escrementi venivano abbandonati per le strade. Animali come i topi proliferavano in quelle condizioni. Nelle grandi città come Londra, fiorivano grandi epidemie per carenza di igiene. Comuni erano malaria, tifo, dissenteria, scarlattina e altre malattie legate alla mancanza d'igiene.
Epidemie di peste si succedettero negli anni 1498, 1535, 1543, 1563, 1589 e 1603. La ragione delle ricorrenti pandemie fu la crescita smisurata dei ratti infetti che trasmettevano le malattie.

### Cibo e dieta
Il cibo consumato dalle persone facoltose era essenzialmente costituito da cacciagione. Le patate non erano ancora giunte sulle tavole della maggior parte della popolazione in quanto la loro coltivazione era cominciata da poco , anche se esploratori come sir Walter Raleigh le avevano portate in Britannia. Per addolcire si usava il miele in quanto lo zucchero di canna era poco disponibile. Comunque chi riusciva ad averne lo metteva in tutte le preparazioni, compresa la carne. I poveri non avevano mai zucchero o patate e raramente mangiavano carne. Essi mangiavano conigli di quando in quando e pesce pescato da loro, ma per la maggior parte delle volte il loro pasto era costituito da pane e vegetali come cavolo cappuccio e rape.

### Case ed abitazioni
La maggioranza della popolazione viveva in piccoli villaggi. Le loro case, come nei primi secoli, erano costituite da una o due stanze ricoperte di paglia ed i mobili consistevano in alcune panche mentre le sedie erano molto rare.
La gente molto ricca viveva in magioni nelle zone rurali, con più di 150 domestici e servitori. Le case avevano molti camini per poter scaldare tutte le stanze di grandi dimensioni. Questi fuochi erano altresì l'unico modo di cuocere i cibi. Le loro grandi case erano spesso costruite in forme simmetriche ad E o ad H.

### Educazione
I bambini dei poveri non andavano a scuola, mentre i figli delle persone facoltose avevano dei tutori che insegnavano loro a parlare in lingua francese. Comunque i maschi venivano spesso inviati in scuole appartenenti a monasteri e qui veniva loro insegnato il latino in classi di circa 60 ragazzi. Le scuole erano dure e le pene corporali erano molto diffuse.

### Passatempi
I ricchi andavano spesso a caccia per uccidere cervi da preparare per le loro feste. Amavano anche tirare di scherma e discutere di varie questioni. I più ricchi amavano assistere alle lotte fra orsi. I poveri giocavano ad una sorta di football in cui la porta avversaria era ad una distanza di circa un chilometro e mezzo. Essi saltavano l'uno sull'altro e spesso si fratturavano il mento o la schiena. Vi erano alcuni teatri e la gente amava assistere alle rappresentazioni di opere teatrali, particolarmente quelle di un giovane autore, William Shakespeare. (Apparentemente la prima opera fu "Daphne" nel 1598, verso la fine del periodo.

## Monarchi
La Casa di Tudor contò cinque monarchi inglesi, che regnarono in questo periodo:
- Enrico VII (dal 1485 al 1509) - Primo della sua dinastia, per parte di madre discendeva dalla Casa di Lancaster.
- Enrico VIII (dal 1509 al 1547) - Figlio del precedente e di Elisabetta, rampolla della Casa di York.
- Edoardo VI (dal 1547 al 1553) - Figlio del precedente e della sua terza moglie Giovanna Seymour.
- Jane Grey (1553) - Regina per nove giorni in un tentativo fallito di prevenire l'ascesa al trono di Maria I. Non apparteneva direttamente alla casa di Tudor, ma, per parte di madre, era la pronipote di Enrico VIII.[9]
- Maria I (dal 1553 al 1558) - Figlia di Enrico VIII e della sua prima moglie Caterina d'Aragona.
- Elisabetta I (dal 1558 al 1603) - Figlia di Enrico VIII e della sua seconda moglie Anna Bolena.